# 花邑まい
花邑まい（はなむら まい、5月10日 - ）は日本のイラストレーター、原画家。
デザインファクトリーを経て現在はフリーで活動。

## 作品リスト

### ゲーム原画
- AMNESIA
  - AMNESIA LATER
  - AMNESIA CROWD
  - AMNESIA V Edition
  - AMNESIA LATER×CROWD V EDITION
  - AMNESIA World
- デザート・キングダム
  - デザート・キングダム ポータブル
- Collar×Malice[1]
- ARMEN NOIR - SDキャラクターデザイン
- 戦刻ナイトブラッド
  - 戦刻ナイトブラッド - 豊臣軍

### キャラクター原案
- テレビアニメ AMNESIA

### 小説挿絵
- AMNESIAシリーズ
  - AMNESIA〜一途なハート・スペードの誘惑〜（著 - 狩田眞夜、フィリア文庫）
  - AMNESIA〜怜悧なクローバー・ダイヤの慈愛〜（著 - 狩田眞夜、フィリア文庫）
  - AMNESIA〜彷徨うジョーカー〜（著 - 狩田眞夜、フィリア文庫）
- 世界樹の王冠（著：緑川愛彩、B's-LOG文庫）
- 天使はいつも忙しい（著 - わかつきひかる、学研パブリッシング）
- 花琳仙女伝（著 - 桜川ヒロ、SKYHIGH文庫）※表紙のみ
- 千駄木ねこ茶房の文豪ごはん（著 - 山本風碧、富士見L文庫）※表紙のみ
- Missing（著 - 甲田学人、メディアワークス文庫）※表紙のみ
- 水無月家の許嫁（著 - 友麻碧、講談社タイガ）※表紙のみ
- 人魚のあわ恋 （著 - 顎木あくみ、文春文庫）※表紙のみ

### ファンブック
- AMNESIAシリーズ
  - アムネシア 公式ビジュアルファンブック
  - アムネシア レイター 公式ビジュアルファンブック
  - アムネシア クラウド 公式ビジュアルファンブック
  - AMNESIA World Official FanBook
  - AMNESIA Art Works
  - AMNESIA Art Works ２
  - AMNESIA Art Works ３
  - アムネシア 公式設定資料集
- デザート・キングダム 公式ビジュアルファンブック

### 画集
- 『TRANSLUCENT 花邑まい画集』（エンターブレイン、2013年4月11日初版発行）ISBN 978-4-04-728831-7

### その他
- TVアニメ『緋色の欠片 第一章』Blu-ray&DVD第2巻初回特典ポストカードイラスト
- ソーシャルゲーム『幻想記セフィロト〜時の世界樹〜』薄桜鬼沖田総司イラスト
- ロックバンド・Plastic Treeのシングル『サイレントノイズ』：Collar×Malice盤ジャケットイラスト他
- 『KING OF PRISM by PrettyRhythm』ノベル&イラストアンソロジー カバーイラスト